# Biserica Sfântul Pantelimon din Chișinău
Biserica Sfântul Pantelimon (numită istoric și Biserica Sinadino, Biserica greacă) este un lăcaș de cult construit în 1891, în spiritul stilizărilor istorice, în baza arhitecturii medievale grecești după un plan întocmit de arhitectul Alexandru Bernardazzi.
Este un monument de arhitectură de însemnătate națională introdus în Registrul monumentelor de istorie și cultură din municipiul Chișinău și monument de arhitectură și artă de importanță națională inclus în Registrul monumentelor Republicii Moldova ocrotite de stat cu nr. 24 (municipiul Chișinău).
Lăcașul, ctitoria fraților Iannis (Ivan) și Victor Sinadino, a aparținut comunității grecești. Biserica a fost apreciată în presa vremii drept una din cele mai valoroase creații artistice de acest gen din anii respectivi din Imperiul Rus. Evocă aspectul arhitectural exterior al unei biserici caracteristice pentru Grecia, patria istorică a comanditarilor chișinăuieni.
Biserica a fost pusă sub hramul Sfântului Pantelimon, patronul onomastic al primarului Pantelimon I. Sinadino, tatăl ctitorilor.
Planul este în formă de cruce greacă (cu brațele egale). Absida altarului se află pe brațul de est, iar clopotnița pe brațul de vest. O particularitate constructivă este perechea de arcuri care se intersectează spațiul central, și prezintă baza cupolei octogonale, acoperită cu o cupolă. Silueta este înviorată de două turle voluminoase, cu cornișele în „volane”, repetându-se forma în arc a golurilor de la ferestre, iar parametrul se remarcă prin alternarea după tonalitate a asizelor din piatră și includerea cărămizii roșii în decorul fațadelor. Spațiul interior este compus dintr-o sală cruciformă în plan, supraînălțată de turla masivă, susținută prin intersecția a patru arcuri, soluție de origine armenească. Golurile ferestrelor sunt împărțite în trei arcade prin menouri de piatră, ce amintesc aceeași sursă de inspirație care a fost utilizată și la crearea formelor exterioare.
Clădirea se distinge prin unitatea stilistică a bisericii și clopotniței, cizelarea detaliilor și elementelor construcției, utilizarea savantă a materialului de construcție. Grație căptușirii originale a zidăriei, organizată în asize orizontale – două de pietre de nuanțe deschise și unul de nuanță întunecată, fațadele sunt pitorești. S-au păstra elementele de amenajare a terenului – gardul compus din grilaje din fier forjat, ridicate pe soclu din piatră, izolate între ele de tumbe acoperite în două pante, decorate cu capete de lei.

## Galerie de imagini

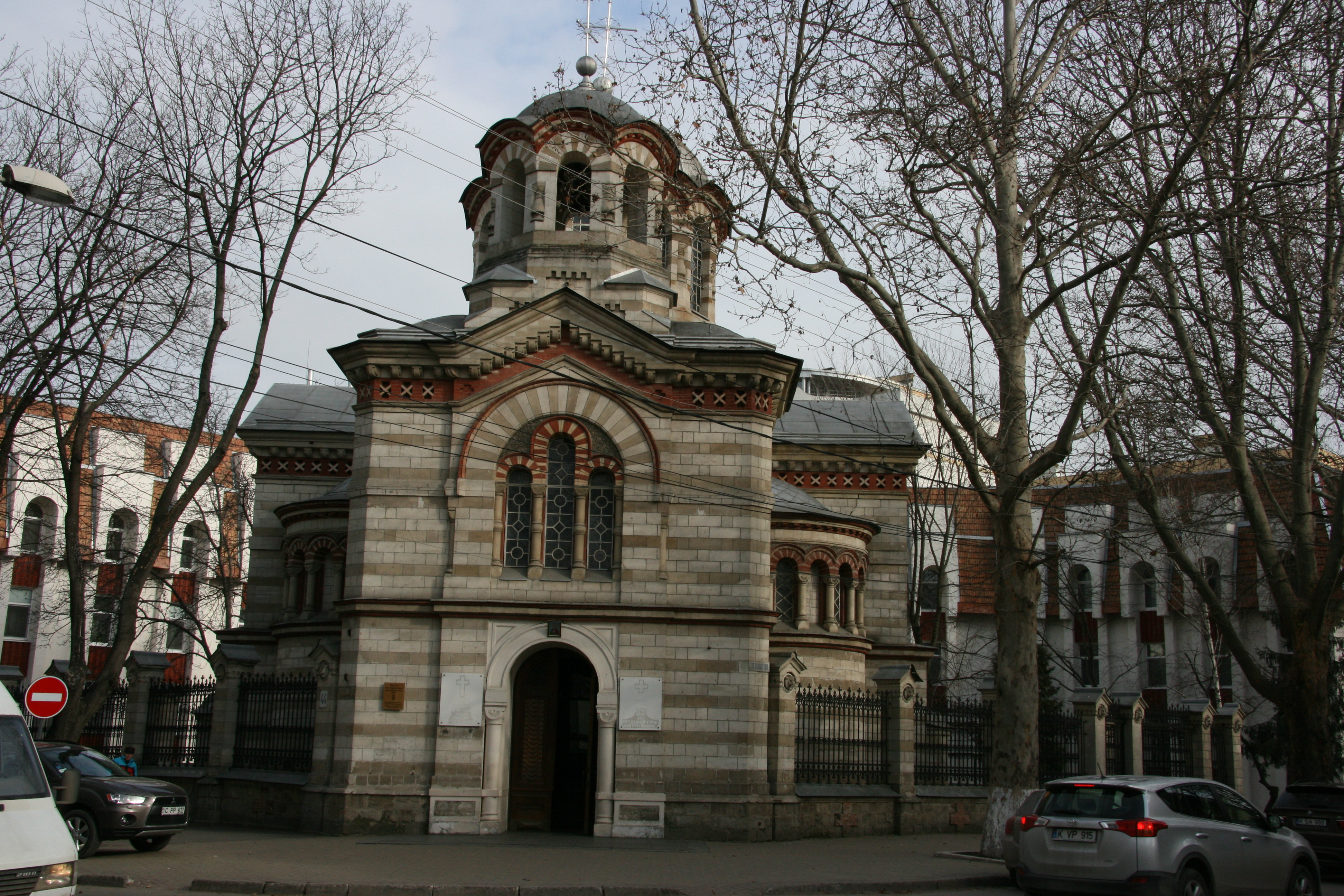
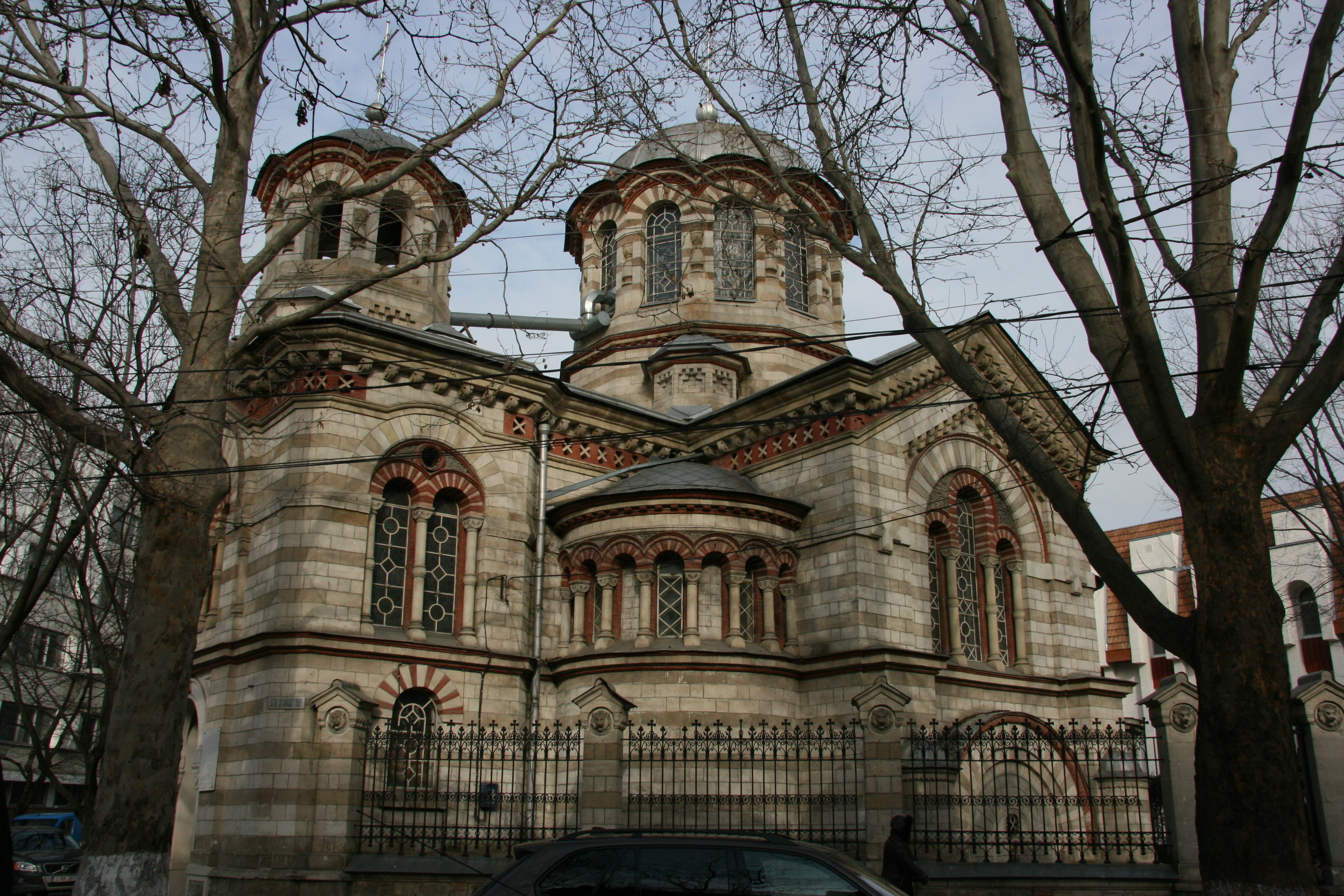
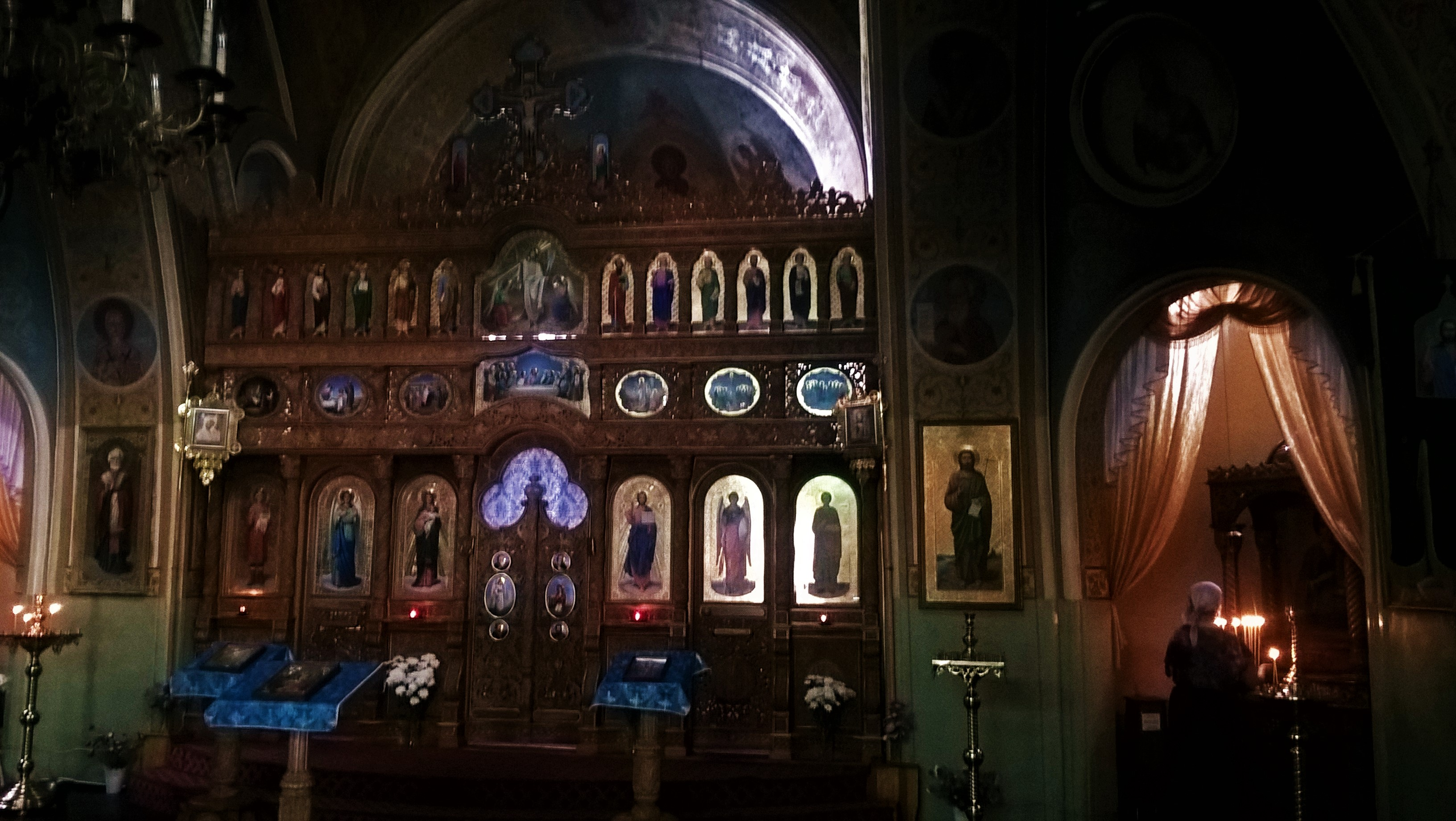